# Se fossi deputato
Se fossi deputato è un film del 1949 diretto da Giorgio Simonelli.

## Trama
Angelino è un provinciale sognatore: vorrebbe fare il cinema ma le ricche zie, con cui vive e che lo tengono nella bambagia, lo vorrebbero alla Camera e l'avviano alla carriera di deputato. Dal suo paese, Roccadicapra, si trasferisce a Roma e milita nelle file del Partito Conservatore. Nella capitale si trova impelagato con un ambiguo produttore cinematografico, che lo convince a finanziare i suoi film. Angelino è così costretto a spillare continuamente quattrini alle zie. Questo finché, dopo le elezioni, un omonimo di Angelino diventa deputato del Partito Socialista Agrario della Sicilia. Credendo che si tratti di lui, il paese di Angelino si prepara a festeggiare il suo successo.

## Produzione
Mario Ferretti lavorò in qualità di aiuto regista e Franco Fontana di assistente alla scenografia.
Le riprese si svolsero in parte a Civita Castellana.

## Colonna sonora
- Samba del caffè, di Carlo Alberto Rossi e Giovanna Colombi
- Aristoniana, di Carlo Alberto Rossi
- Amarti con gli occhi, di Carlo Alberto Rossi e Giovanna Colombi
- Si farà quel monumento, di Mario Panzeri e Nino Rastelli

## Accoglienza

### Botteghino
Il film incassò al botteghino 72.500.000 lire.

### Critica
(Marcello Galeazzi, Intermezzo del 15 novembre 1949)